# Luca Dreßler
Luca Dreßler, né le 8 janvier 2002 à Augsbourg, est un coureur cycliste allemand.

## Biographie
Luca Dreßler commence le cyclisme durant son enfance au sein d'un club d'Augsbourg, sur ses terres natales,. Chez les juniors, il porte les couleurs de la Team Auto Eder Bayern, une structure liée à la formation Bora-Hansgrohe. Actif sur piste, il est champion d'Allemagne et troisième du championnat d'Europe junior dans la course à l'américaine en 2019, aux côtés de son compatriote Tim Torn Teutenberg. Sur route, il finit septième du Sint-Martinusprijs Kontich, après s'être classé deuxième de la dernière étape. Il termine également second d'une compétition hongroise inscrite au calendrier de la Coupe des Nations Juniors en 2020.
En 2021, il intègre l'équipe continentale Lotto-Kern-Haus pour ses débuts espoirs. L'année suivante, il se classe deuxième du South Aegean Tour (UCI 2.2), tout en ayant remporté la première étape,. Il se distingue aussi sur l'édition 2023 du Flanders Tomorrow Tour en terminant cinquième de la première étape et onzième du classement général. 
Lors de la saison 2024, il finit notamment huitième d'une étape du Tour d'Italie espoirs. Il prend par ailleurs la deuxième place du Tour de Sebnitz, une épreuve nationale.

## Palmarès sur route

### Par année
- 2020
  - 2e de la Visegrad 4 Juniors
- 2021
  - 2e de l'Erzgebirgsrundfahrt
- 2022
  - 1re étape du South Aegean Tour
  - 2e du South Aegean Tour
- 2024
  - 2e du Tour de Sebnitz

### Classements mondiaux
| Année                                 | 2022  | 2023  |
| ------------------------------------- | ----- | ----- |
| Classement mondial                    | 1109e | 2759e |
| UCI Europe Tour                       | 786e  | 1610e |
|                                       |       |       |
| Légende : nc = non classéSource : UCI |       |       |

## Palmarès sur piste

### Championnats d'Europe
| Édition / Épreuve   | Américaine |
| Gand 2019 (juniors) | Bronze     |

### Championnats nationaux
- 2019
  -  Champion d'Allemagne de l'américaine juniors (avec Tim Torn Teutenberg)
- 2020
  - 3e du championnat d'Allemagne de course derrière derny[6]